# ФК Казинцбарцика

ФК Казинцбарцика (мађ. Kazincbarcikai SC − Kolorcity), је мађарски фудбалски клуб. Седиште клуба је у Казинцбарцики, Мађарска. Боје клуба су жута и плава. 

## Историјат
Фудбалски клуб се развијао заједно са градићем Казинцбарцика. Фудбал је био популаран и пре него што је место проглашено градом, а интересовање за спортом у динамично изграђеном насељу била је све већа. Од 1957. године домаћи љубитељи фудбала могли су да навијају за тимове КМТК из 1957, КВСЕ из 1968 и КБСЦ из 1993. године. Удружење, иако је три пута мењано име, представљало је исти дух у протеклих пола века: фудбалери и стручно руководство борили су се за један циљ, како би град Казинчбарцика могао да се поноси својом екипом.
Навијачи су могли да уживају у четири титуле првака за педесет година. Могли су да виде фудбалере који су касније постали олимпијске репрезентативци или чланови омладинске и сениорске репрезентације Мађарске. Петер Липчеји, Адам Комлоши и Золтан Полак су започели своје каријере у овом тиму.
Седам бивших фудбалера Казбарбарцике учествовали су у освајању титуле првака у Мађарској НБ I. Петер Липчеји је играо у ФК Порто, такође је успео у ономе што је мало фудбалера мађарске успело, освојио титулу шампиона у иностранству.
Током 1982. и 1990. године, пошто се тим такмичио за пласман у НБ I, навијачи су могли да гледају тимове у квалификационој утакмици као што су МТК и Бп Хонвед. КВСЕ је 1991. године поново исписао спортску историју, био је међу четири најбоља тима у Купу Мађарске. Године 2013. поново је формирана ултра група „Жути анђели”, са тридесетак чланова у својим редовима.

### Рангирање у првенствима од 1957. до 1980. године[2]
| Година      | Разред             | Име клуба | Позиција |
| ----------- | ------------------ | --------- | -------- |
| 1957/1958.  | НБ III Север       | КМТК      | 8.       |
| 1958/1959.  | НБ III Север       | КМТК      | 15.      |
| 1959/1960.  | Општинска лига     | КМТК      | 3.       |
| 1960/1961.  | Општинска лига     | КМТК      | 1.       |
| 1961/1962.  | НБ III Североисток | КМТК      | 9.       |
| 1962/1963.  | НБ III Североисток | КМТК      | 6.       |
| 1963. јесен | НБ III Североисток | KMTK      | 9.       |
| 1964.       | НБ III Североисток | KMTK      | 3.       |
| 1965.       | НБ III Североисток | KMTK      | 6.       |
| 1966.       | НБ III Североисток | KMTK      | 2.       |
| 1967.       | НБ II Центар       | KMTK      | 12.      |
| 1968.       | НБ II Центар       | KMTK      | 4.       |
| 1969.       | НБ II Север        | КВШЕ      | 4.       |
| 1970. јесен | НБ II Север        | КВШЕ      | 2.       |
| 1970/1971.  | НБ II Север        | КВШЕ      | 4.       |
| 1971/1972.  | НБ II Север        | КВШЕ      | 4.       |
| 1972/1973.  | НБ II Север        | КВШЕ      | 2.       |
| 1973/1974.  | НБ II Север        | КВШЕ      | 3.       |
| 1974/1975.  | НБ III Североисток | КВШЕ      | 6.       |
| 1975/1976.  | НБ III Североисток | КВШЕ      | 6.       |
| 1976/1977.  | НБ III Североисток | КВШЕ      | 1.       |
| 1977/1978.  | НБ II              | КВШЕ      | 4.       |
| 1978/1979.  | НБ II запад        | КВШЕ      | 5.       |
| 1979/1980.  | НБ II запад        | КВШЕ      | 10.      |